# Anna Söderberg
Anna Söderberg (* 11. Juni 1973 in Knista, Provinz Örebro) ist eine schwedische Leichtathletin, die zur erweiterten Weltklasse im Diskuswurf gehört. 
Anna Söderberg gewann von 1993 bis 2007 fünfzehn schwedische Meistertitel im Diskuswurf und siegte 1997 und 1998 auch im Hammerwurf. Von 1994 bis 1999 verbesserte sie zehnmal den schwedischen Rekord im Diskuswurf, der seither bei 64,54 Meter steht.
Bei den Weltmeisterschaften 1997 in Athen konnte sie sich erstmals für eine Entscheidung qualifizieren und erreichte im Vorkampf den elften Platz mit 58,22 Meter. Bei den Weltmeisterschaften 1999 schied sie wie bei den Olympischen Spielen 2000 und den Europameisterschaften 2002 in der Qualifikation aus. Erst bei den Weltmeisterschaften 2003 gelang Anna Söderberg wieder eine Platzierung unter den ersten Zwölf in der Qualifikation. Mit 61,61 Meter überstand sie auch den Vorkampf und belegte am Ende den achten Platz. Bei den Olympischen Spielen 2004 schied sie wieder in der Qualifikation aus. Sowohl bei den Weltmeisterschaften 2005 als auch bei den Europameisterschaften 2006 kam sie in den Vorkampf und belegte jeweils den elften Platz. Beim Leichtathletik-Weltfinale 2006 belegte sie hinter Franka Dietzsch und Nicoleta Grasu den dritten Platz mit 61,50 Meter. Bei ihrer dritten Olympiateilnahme bei den Olympischen Spielen 2008 schied sie zum dritten Mal in der Qualifikation aus.
Anna Söderberg studierte in den Vereinigten Staaten an der Northern Arizona University, wo sie mit der Aufnahme in die Hall of Fame geehrt wurde. Sie hat bei einer Größe von 1,77 Meter ein Wettkampfgewicht von 85 Kilogramm.